# Гурна, Абдулразак
Абдулраза́к Гу́рна (суахили и англ. Abdulrazak Gurnah, араб. عبد الرزاق گرناہ‎; род. 20 декабря 1948, Занзибар, Занзибар) — танзанийский писатель, пишущий на английском языке. Проживает в Великобритании. Лауреат Нобелевской премии по литературе (2021).
Автор романов «Рай» (1994), который был включён в шорт-лист Букеровской и Уитбредовской премий, «Дезертирство» (2005) и «У моря» (2001), который был включён в лонг-лист Букеровской премии и шорт-лист книжной премии Los Angeles Times Book Prize.

## Биография
Родился на острове Занзибар в 1948 году в семье мусульман арабского происхождения. В 1968 году, в связи с антиарабскими настроениями на Занзибаре, переехал в Великобританию, где продолжил учёбу. С 1980 по 1982 год читал лекции в Университете Байеро в Нигерии. В 1982 году защитил докторскую степень в Кентском университете в Великобритании. В 1985 году был принят на место преподавателя в альма-матер и прочитал курс лекций, посвящённый постколониальной литературе и творчеству писателей диаспор, прежде всего выходцев из колоний Великобритании на востоке Африки, Индии и Карибских островов. В настоящее время в звании профессора возглавляет аспирантуру на кафедре английского языка в Кентском университете.
Стал ответственным редактором двухтомного сборника «Эссе об африканской письменности». Является редактором «Компаньона к Салману Рушди» и журнала «Уасафири». Автор исследований о ряде современных постколониальных писателей, в том числе Видиадхара Сураджпрасада Найпола, Салмана Рушди и Зои Уикомб.
В 2021 году получил Нобелевскую премию по литературе за «бескомпромиссное и сострадательное исследование последствий колониализма и судьбы беженца в пропасти между культурами и континентами».

## Сочинения
- «Память об отъезде» (англ. Memory of Departure, 1987)
- «Путь паломников» (англ. Pilgrims Way, 1988)
- «Дотти» (англ. Dottie, 1990)
- «Рай» (англ. Paradise, 1994)
- «Восхищение тишиной» (англ. Admiring Silence, 1996)
- «У моря» (англ. By the Sea, 2001)
- «Дезертирство» (англ. Desertion, 2005)
- «Моя мать жила на ферме в Африке» (англ. My Mother Lived on a Farm in Africa, 2006) — сборник рассказов
- «Последний подарок» (англ. The Last Gift, 2011)
- «Гравийное сердце» (англ. Gravel Heart, 2017)